# Brian Job
Brian Gregory Job (* 29. November 1951 in Warren, Ohio; † 14. August 2019 in Palo Alto, Kalifornien) war ein Schwimmer aus den Vereinigten Staaten, der bei Olympischen Spielen eine Bronzemedaille und bei Panamerikanischen Spielen je eine Gold-, Silber- und Bronzemedaille gewann.

## Karriere
Brian Job gewann sechs Freilufttitel und zehn Hallentitel der Amateur Athletic Union (AAU) auf den Bruststrecken und mit der Lagenstaffel. Als Student der Stanford University gewann er im Brustschwimmen von 1970 bis 1972 fünf College-Meistertitel der National Collegiate Athletic Association.
Bei den Olympischen Spielen 1968 in Mexiko-Stadt erreichten mit Brian Job und Philip Long zwei Schwimmer aus den Vereinigten Staaten das Finale über 200 Meter Brust. Im Finale blieben drei Schwimmer unter 2:30 Minuten. Es gewann der Mexikaner Felipe Muñoz vor Wladimir Kossinski aus der Sowjetunion und Brian Job, Philip Long wurde Siebter. 1970 stellte Brian Job bei den AAU-Meisterschaften in 2:23,5 Minuten einen neuen Weltrekord über 200 Meter Brust auf, der erst zwei Jahre später von seinem Landsmann John Hencken unterboten wurde.
1971 bei den Panamerikanischen Spielen in Cali wurde Brian Job über 100 Meter Brust Zweiter hinter seinem Landsmann Mark Chatfield. Über 200 Meter Brust siegte Rick Colella aus den Vereinigten Staaten vor Felipe Muñoz und Brian Job. Die 4-mal-100-Meter-Lagenstaffel mit John Murphy, Brian Job, Jerry Heidenreich und Frank Heckl siegte vor der kanadischen Staffel. Bei den Olympischen Spielen 1972 in München verpasste Brian Job als Elfter der Vorläufe den Finaleinzug über 200 Meter Brust.
Nach seiner Graduierung als Ingenieur an der Stanford University machte Brian Job seinen MBA an der Harvard University. In den 1980er Jahren war er in der Computerindustrie tätig und danach eröffnete er eine Consultingfirma, die er bis Mitte der 1990er Jahre führte. Danach litt er nach Angaben seiner Familie unter einer psychischen Störung und war jahrelang obdachlos. 2019 wurde er tot in einem Hotelzimmer aufgefunden.